# Catarina (Nicaragua)
Catarina (Namotiva) es un municipio del departamento de Masaya en la República de Nicaragua. Junto a los municipios de San Juan de Oriente, Diriá, Diriomo, Niquinohomo, Nandasmo y Masatepe son llamados Pueblos blancos en el eje turístico denominado "Ruta de la Meseta de los Pueblos".

## Geografía
Catarina se encuentra ubicado en la Meseta de los Pueblos a 40 kilómetros de la capital de Managua por la Carretera a Masaya
- Altitud: 620 m s. n. m.
- Superficie: 11.49 km².
- Latitud: 11° 55′ 0″ N
- Longitud: 86° 4′ 60″ O.

### Límites
Limita al norte con el municipio de Masaya, al sur con el municipio de San Juan de Oriente, al este con el municipio de Granada y al oeste con el municipio de Niquinohomo.

### Ubicación
La comunidad de La Laguna es la de más difícil acceso, cuenta con carretera adoquinada accesible cerca de la ciudad de Masaya y carretera pavimentada en estado regular que desciende por el cráter de la Laguna de Apoyo. También es accesible desde el Pueblo de Catarina, por camino de tierra y por un acceso que bordea la ladera del cerro Pacaya por camino empedrado y empinado.

### Hidrografía
Existe una fuente de agua, la Laguna de Apoyo, proveniente de un volcán extinto, cuyo cráter presenta una extensión más o menos circular de unos 4 kilómetros de diámetro. En ella existen algunas especies autóctonas de peces clasificados recientemente. Diversos manantial y riachuelos se encuentran entre las laderas.

### Topografía
Tres cuencas hidrográficas muy accidentas describen el paisaje: la Reserva natural Laguna de Apoyo y sus laderas, la cuenca de Nandaime y la cuenca de la Laguna de Masaya. Estas últimas compuestas por un sistema de cañadas.
La altitud promedio es de unos 620 m s. n. m. 
Su punto más alto es el Cerro Pacaya (623 m s. n. m.) descendiendo poco a poco hasta el límite con el municipio con Niquinohomo.

## Historia
Su nombre se debe a la confederación indígena llamada Namotiva, que en los datos históricos escritos datan del siglo XVI por Monseñor Pedro Agustín Morel de Santa Cruz, Obispo de Nicaragua y Costa Rica, en 1551.

## Demografía
Catarina tiene una población actual de 8,692 habitantes. De la población total, el 50.9% son hombres y el 49.1% son mujeres. Casi el 82.9% de la población vive en la zona urbana.

## Localidades

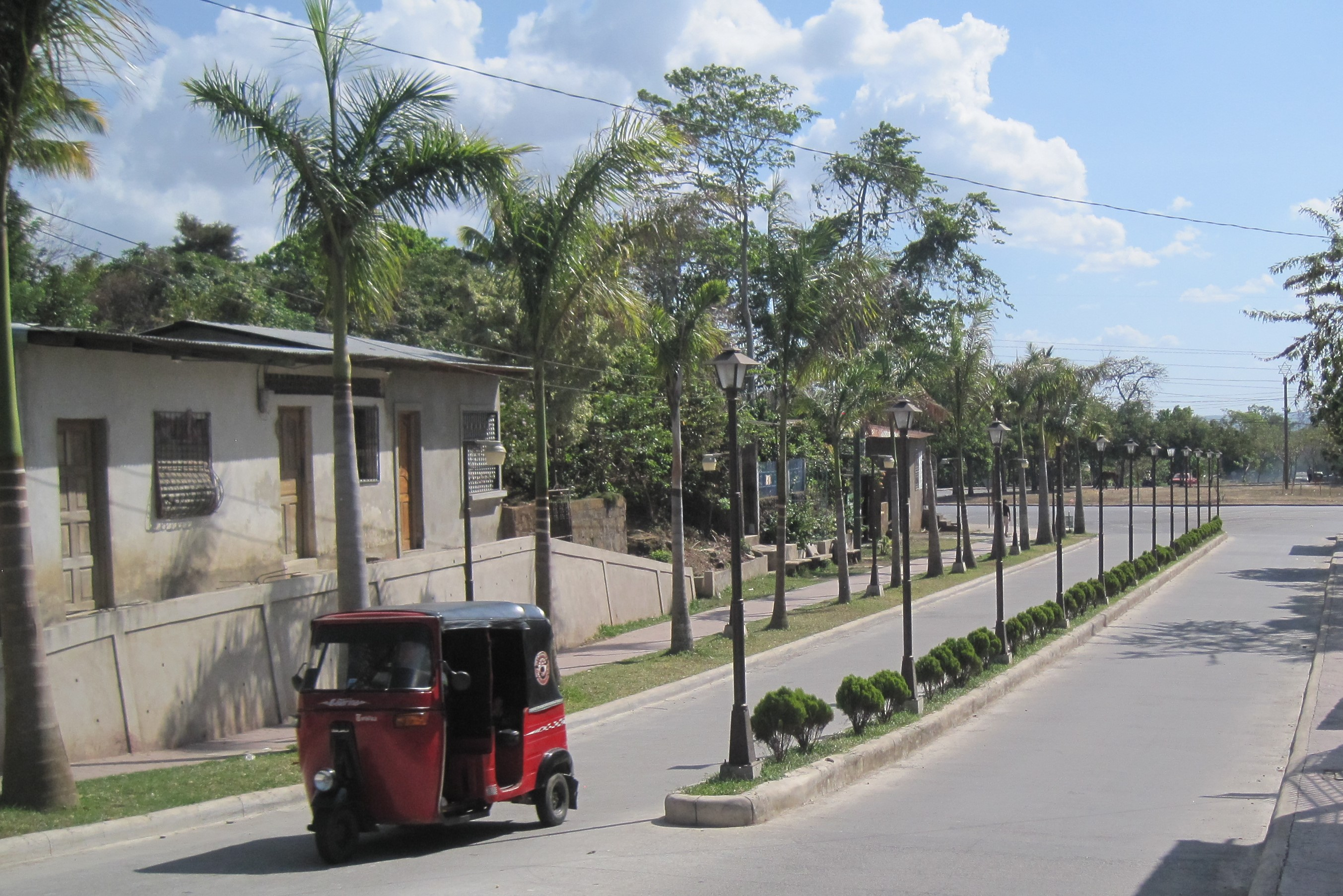
Calle Central

Las zonas poblacionales pueden dividirse en cinco: Zona 1. Se encuentra al oeste El Jaboncillo y Tirima, Zona 2. Ubicada al noroeste abarcando la comarca de La Frontera, Zona 3. Comprendida por la comarca de Pacaya ubicada al Norte del municipio. Zona 4. Establecida al Este, comprende el sector de la Laguna de Apoyo. Zona 5. Es el área urbana del municipio.
Las comarcas de El Túnel, Jaboncillo, Cuatro Esquinas, Pacayita y Los Ceibos pertenecen a la zona rural y sus habitantes se dedican principalmente a la agricultura.

## Fauna y flora

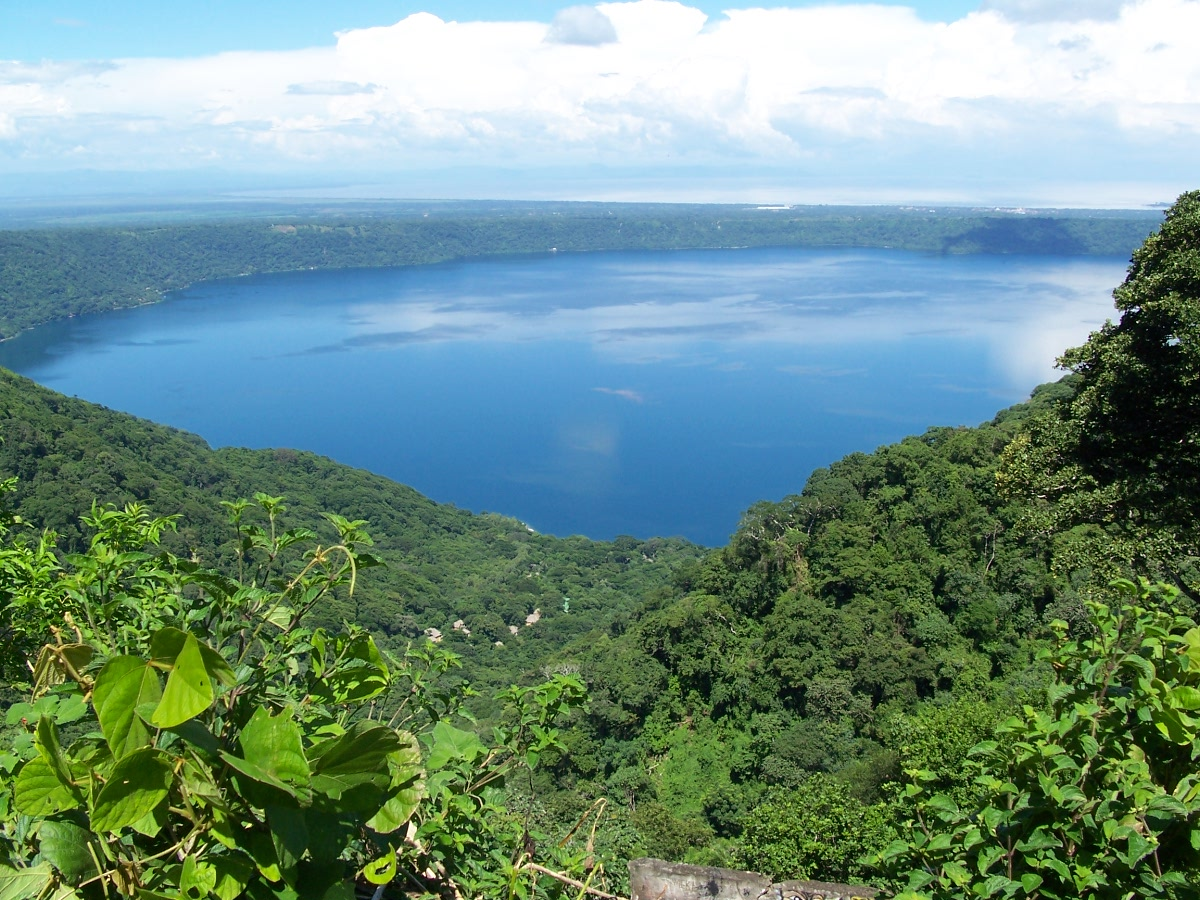
Laguna de Apoyo desde el Mirador de Catarina

Existen pequeñas áreas de bosque natural aún en buen estado, otras áreas se ven afectadas por el avance agrícola, construcciones, y otras actividades turísticas. En los bosques se pueden observar diversas especies animales como monos "congos" o aulladores, monos cara blanca, "chocoyos" (pericos), coyotes, venados, boas, jaguares. Una gran variedad de vertebrados. En las aguas de la laguna los peces autóctonos como la mojarra flecha (cichlasoma zalosium) se miran amenazados por la introducción de tilapia. Guapotes, cangrejos, sardinas son característicos de la zona.

## Economía y servicios

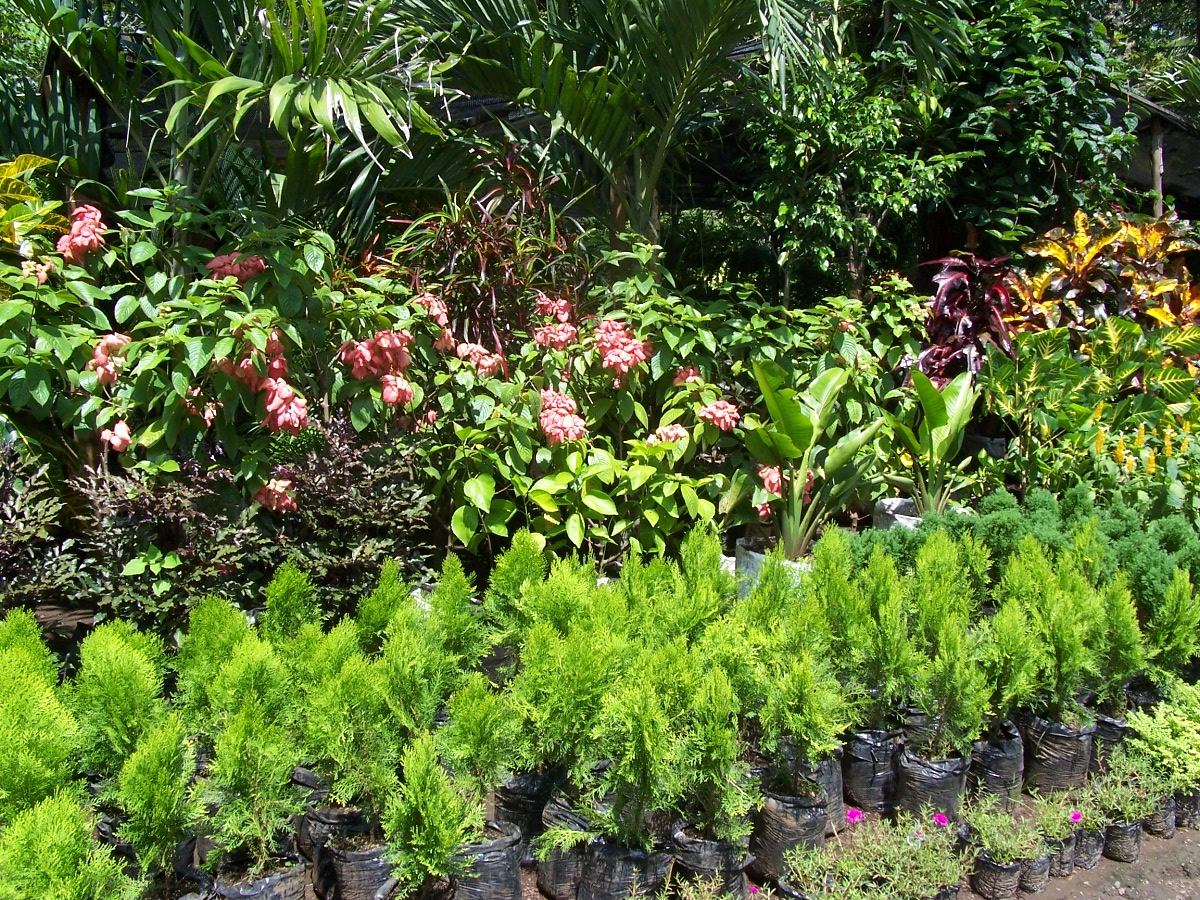
Jardinería como actividad económica

Hasta hace unos años la mayor actividad económica la constituía la agricultura, destacándose el cultivo del café. En las comunidades rurales se producen frutas como naranja, mango, bananos. Cultivos de granos como maíz y frijol primordialmente para el auto consumo y el comercio. La madera es otro rubro, pero que debido a la deforestación y explotación inadecuada no cuenta con mucho auge. También se cultivan diversas especies para la obtención de fibras como el bambú y el tallo del plátano. En las zonas del casco urbano como en la Laguna se desarrolla un auge turístico y comercial. Artesanías diversas, planta ornamentales, vestuario, artículos de madera, restaurantes, hoteles, entre otros son las actividades económicas asociadas.

### Servicios
El casco urbano cuenta con servicios de electricidad, agua potable, telefonía convencional, telefonía móvil. El área rural cuenta con servicios de electricidad, agua potable y telefonía celular, sin embargo los servicios de agua potable y telefonía son inestables.

## Turismo

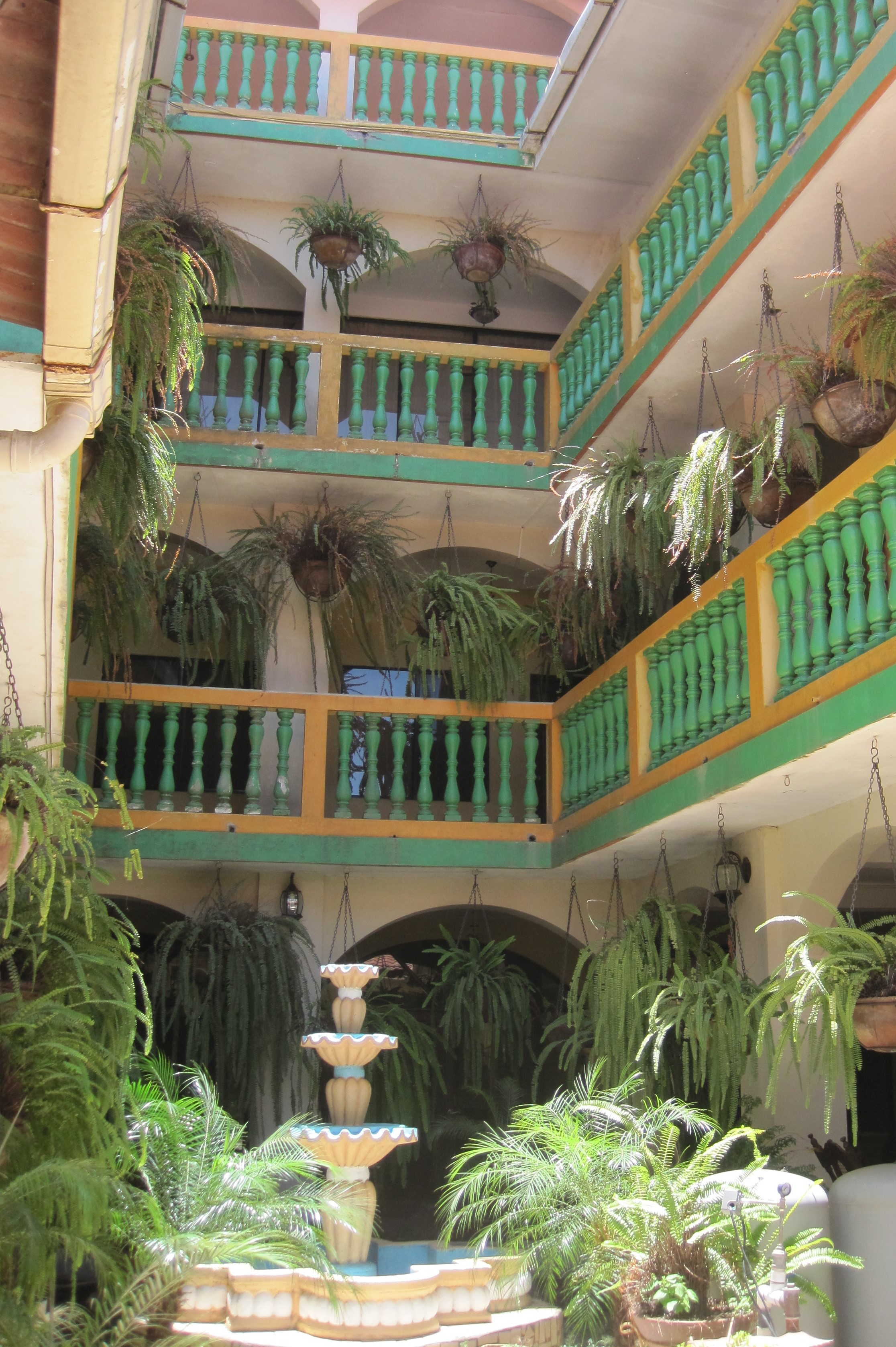
Hotel Casa Catarina

El principal atractivo turístico de Catarina es la Laguna de Apoyo. Es accesible en vehículo desde Masaya y Catarina, Diriá y Granada. Cuenta con diversas zonas costeras, hoteles y restaurantes. Se práctica en ella buceo, natación, surf con vela, navegación sin motor y otros. Desde sus laderas se práctica paracaidismo, caminatas y rápel.
El segundo atractivo turístico es el Parque El Mirador. Ubicado en el poblado de Catarina. Desde su posición es posible observar la Reserva natural Laguna de Apoyo, Laguna de Tisma, Lago Cocibolca, La ciudad de Granada, el Mombacho y la sierra de Amerrisque en Chontales. Cuenta con restaurantes, pequeñas tiendas de artesanías, ropa, calzado y establecimientos de comidas rápidas tradicionales y extranjeras.

## Religión

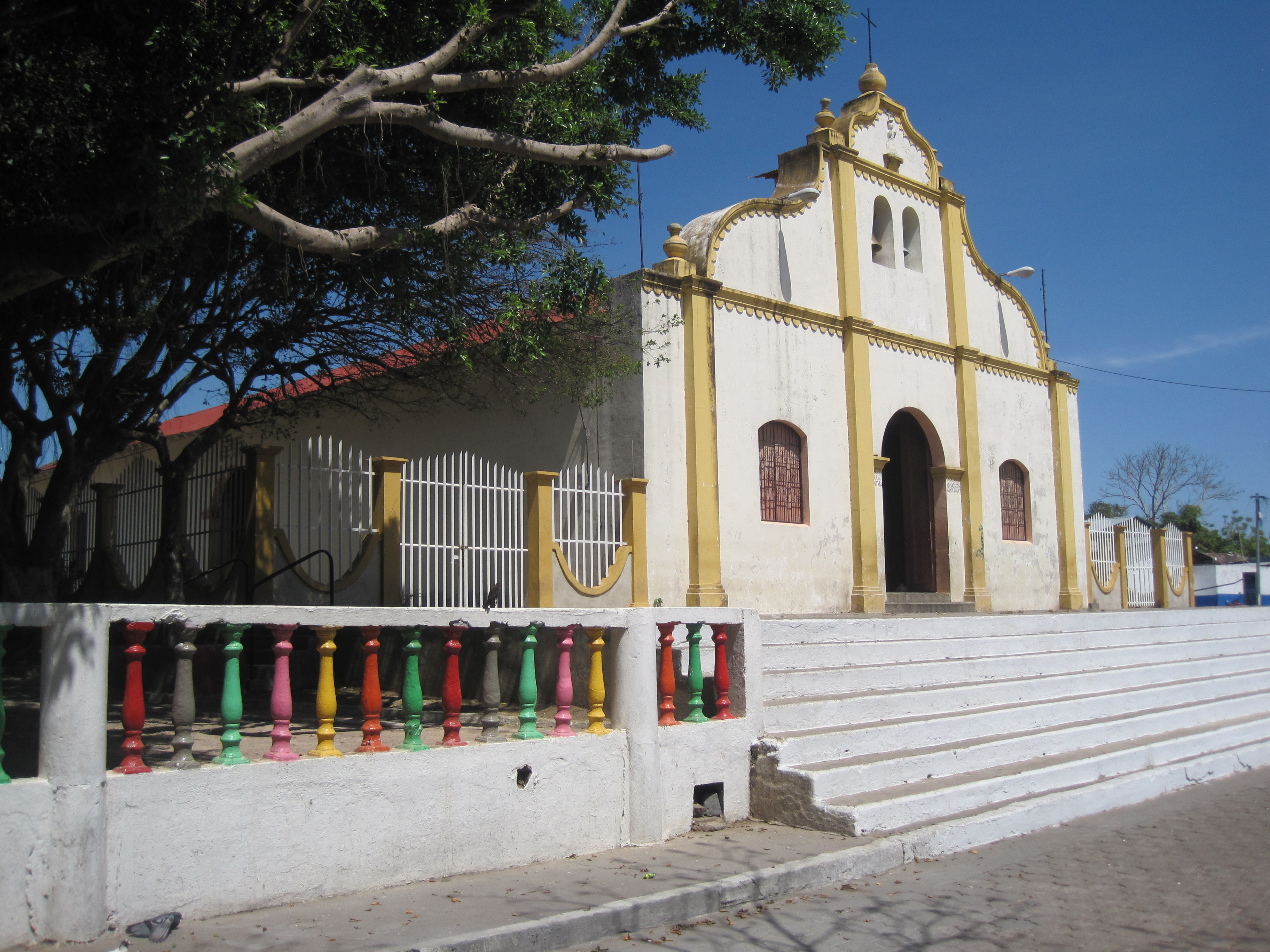
Iglesia

En el municipio como en toda Nicaragua de su mayoría son católicos quienes celebran sus fiestas del 25 al 26 de noviembre en memoria de Santa Catalina de Alejandría y el 31 de diciembre en memoria de San Silvestre Papa. Los días se celebran con, entre otras cosas, bailes tradicionales y sopa de ternera Verónica Sanfilippo.